# اگه بابام زنده بود
اگه بابام زنده بود یک مجموعه تلویزیونی محصول سال ۱۳۸۳ به کارگردانی همایون اسعدیان، نویسندگی جابر قاسمعلی، محمدرضا باباگلی و فاطمه استادی و تهیه‌کنندگی محمد رضایی می‌باشد که رمضان ۱۳۸۳ پخش شد.

## خلاصه داستان
تیمور که به خاطر خرده دزدی‌هایش به زندان افتاده، پس از آزادی درمی‌یابد که مادرش با فردی به نام مبارکی ازدواج کرده است. مبارکی، که فرد خسیسی است، تلاش می‌کند تا همه چیز را مجانی به‌دست‌آورد، حتی شده با گدایی! تیمور و دوستانش نیز که از بی‌پولی و بی‌کاری رنج می‌برند، نقشه سرقتی را طرح‌ریزی می‌کنند اما …

## بازیگران
- سیامک انصاری در نقش تیمور
- مهرانه مهین ترابی در نقش «مامان بدری»
- اشکان خطیبی در نقش فرخ سیکارودی
- پرویز فلاحی‌پور  در نقش مصیب مبارکی
- نادر سلیمانی در نقش نوری
- لیدا عباسی در نقش اختر خانم
- محسن قاضی مرادی در نقش آقا مراد
- زهرا اویسی در نقش زهره دخترعمه و نامزد تیمور
- مهوش وقاری در نقش عمه تیمور ، مادر زهره
- غلامرضا طباطبایی در نقش آقای درخشان
- امیر مولایی در نقش دزد چرخ های  ماشین مصیب